# Casque MICH TC-2000

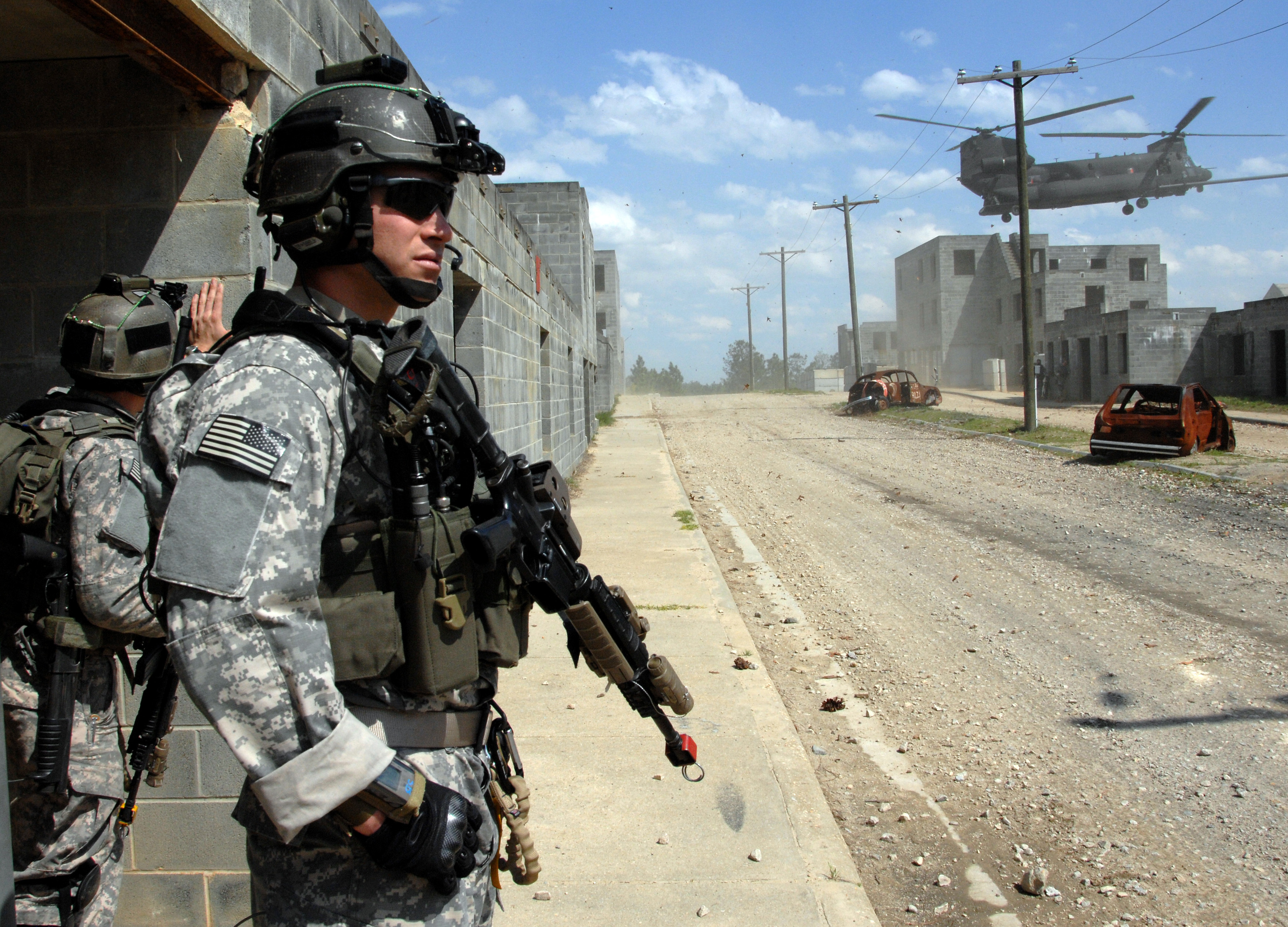
Militaires du 75th Ranger Regiment durant un exercice à Fort Bragg (Caroline du Nord) avec des casques MICH TC-2000 en 2009.

Le casque MICH TC-2000 (Modular Integrated Communications Helmet (MICH)) est un casque de combat utilisé par l'armée de terre des États-Unis à partir de la seconde moitié des années 2000. Il a été développé par le United States Army Soldier Systems Center pour devenir la prochaine génération de casques de combat de l'armée de terre américaine. Le Casque de combat avancé (Advanced Combat Helmet) en est dérivé.

## Historique
Le MICH était à l'origine un casque d'une série de casques de combat conçus pour l'United States Army Special Operations Command pour remplacer le casque PASGT, uniquement au sein de ces unités. Cependant, l'armée de terre a considéré ultérieurement que les améliorations apportées par la coupe haute et sans bordure du MICH par rapport au casque PASGT, justifiaient une distribution à grande échelle.
À ce jour, le MICH a remplacé le PASGT au service actif au sein de l'armée de terre des États-Unis. Certaines unités de la Garde nationale, de l'armée de réserve et du corps d'entrainement des officiers de réserve de l'armée de terre dans les collèges et les universités continuent d'utiliser le PASGT, bien que son usage tende à disparaitre.
Le MICH est utilisé par toutes les branches des forces armées américaines. Le MICH a été officiellement adopté en tant que  casque standard des Forces de sécurité de l'armée de l'air américaine. Le corps des marines américains a évalué les MICH au cours de ses propres recherches pour le remplacement du PASGT, mais a choisi d'adopter un casque qui conserve le profil du PASGT, connu sous le nom casque léger (Lightweight Helmet). Le MICH est disponible à l'achat pour les forces de l'ordre et le public. Ils sont devenus populaires auprès des différentes unités SWAT et des sociétés militaires privées.

## Conception

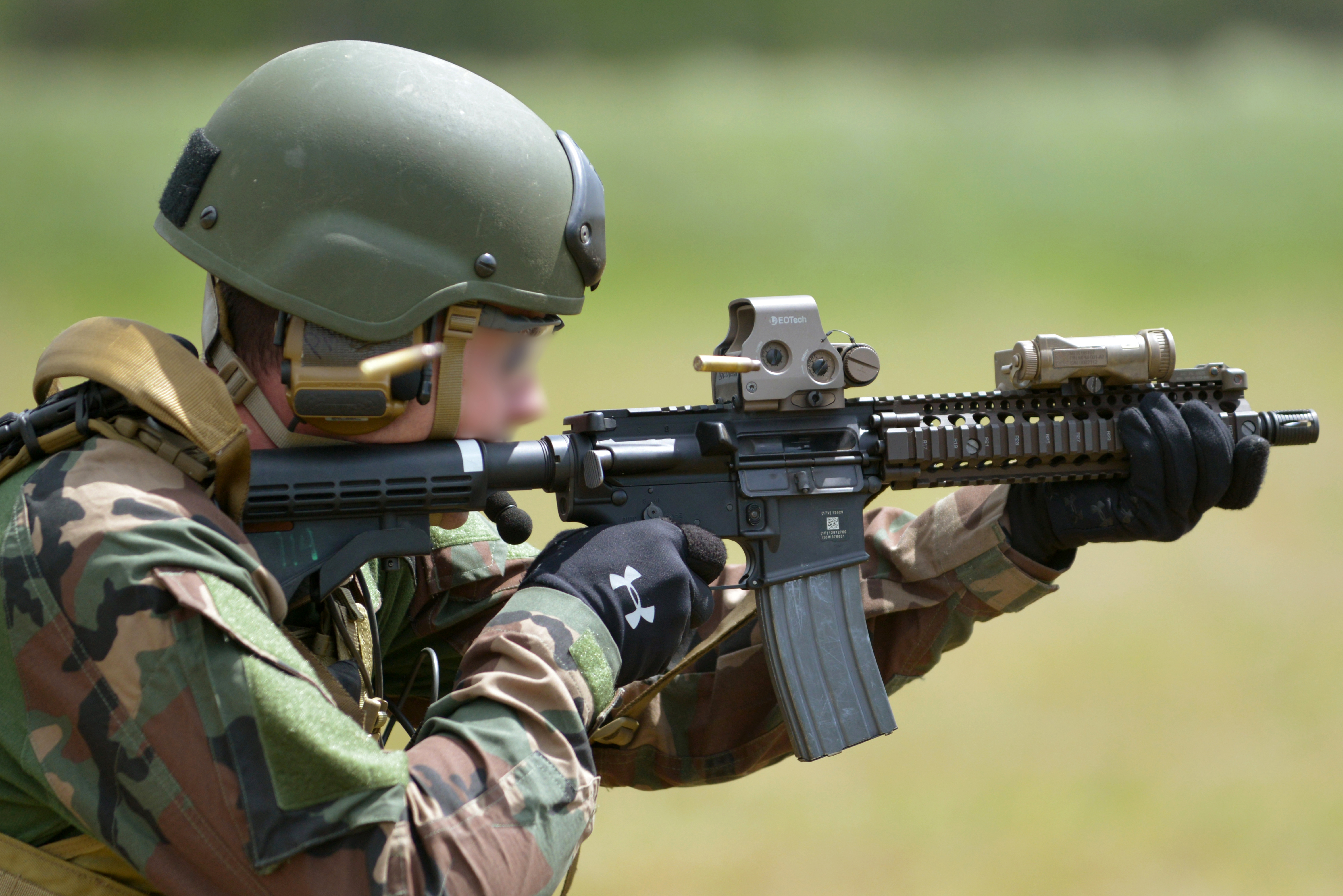
Marine américain équipé d'un MICH TC-2000 lors de l'exercice Combined Resolve II en Allemagne le 15 mai 2014

Le MICH pèse de 1,36 kg (taille moyenne) à un peu plus de 1,63 kg (taille extra large). Il utilise un nouveau type amélioré de Kevlar et offre une protection accrue contre les balles d'armes de poing.
Un rembourrage et un système de rétention à quatre points, semblables au rembourrage et aux sangles des casques de vélo, remplace le système de cordon de suspension en nylon, le bandeau et la jugulaire qui se trouvent sur le casque PASGT. Ce changement apporte une plus grande protection contre les impacts et plus de confort pour le porteur. Il peut être équipé d'un support de fixation pour un dispositif de vision nocturne monoculaire AN/PVS-14 sur l'avant, semblable à celui sur le casque PASGT. Il peut également être équipé d'une paire de straps à l'arrière pour maintenir les lunettes de protection en place, ainsi que d'un couvre-casque en tissu ayant divers motifs de camouflage, dont les motifs M81 Woodland, DCU  (desert trois tons), USMC MARPAT, l'UCP, le Crye MultiCam, et la couleur noire mate pour les équipes d'intervention. Comme son prédécesseur PASGT, le MICH est souvent porté avec une bande tout autour qui dispose d'une paire de patchs "yeux de chat" réfléchissante à l'arrière destinée à éviter les tirs amis.
Le MICH est légèrement plus petit que la PASGT, offrant une protection inférieure de 8 %. Ce qui explique en partie le poids réduit et, permet à la fois une plus grande conscience de la situation et une diminution du risque d'obstruction de la vision, en particulier lorsqu'il est porté en même temps que le gilet pare-balles Interceptor. Auparavant, les soldats se plaignaient que le col de l'Interceptor poussait l'arrière du casque vers l'avant, le bord du casque tombant alors sur les yeux quand ils tentaient de tirer d'une position couchée.

## Utilisateurs
- République tchèque
  - Czech 601. skss

- Irak
  - Armée de terre irakienne

- Italie
  - Forces spéciales italiennes

- Grèce
  - EKAM (unité antiterroriste)
  - Forces spéciales

- Danemark

- États-Unis
  - U.S. Army
  - United States Marine Corps
  - U.S. Air Force
    - Air Force Special Operations Command
    - Air Force Security Forces

  - Différentes unités SWAT de la police

- Autriche
  - Armée de terre
    - Jagdkommando

- Japon
  - Garde côtière japonaise

- France
  - Armée de terre
  - Gendarmerie Nationale (GIGN)
- Algérie
  - Forces spéciales algériennes

- Maroc : force special marocaine